# Myszyniec
Myszyniec è un comune urbano-rurale polacco del distretto di Ostrołęka, nel voivodato della Masovia.
Ricopre una superficie di 228,59 km² e nel 2004 contava 10 250 abitanti.